# Réaction de Nierenstein
La réaction de Nierenstein est une réaction organique transformant un halogénure d'acyle (en général un chlorure d'acyle) en une halogénocétone par action du diazométhane.  C'est une réaction d'insertion, le groupe méthylène du diazométhane venant s'insérer dans la liaison carbone-chlore du chlorure d'acyle. Elle a été décrite pour la première fois par le biochimiste anglais Maximilian Nierenstein en 1915.

## Mécanisme réactionnel
La réaction commence par une substitution nucléophile du carbone du diazométane sur le carbone du groupe chlorure d'acyle, avec dans un second temps le départ du chlore sous forme d'HCl, formant, tout comme dans la réaction d'Arndt-Eistert parente, un intermédiaire diazocétone (5). Le groupe méthylène nouvellement inséré subit ensuite une substitution nucléophile par le chlore, avec libération de diazote, formant la chlorocétone désirée (2).

Dans le cas de la synthèse de la benzylchlorométhylcétone à partir du chlorure de phénylacétyle, la réaction requiert l'addition de HCl gazeux à l'intermédiaire diazocétone, la réaction non assistée échouant.

## Utilisation
Une réaction de Nierenstein d'origine (1924) :
La réaction à partir du bromure de benzoyle aboutit à la formation majoritaire d'un dimère dioxane :